# چشمه‌ماهی (نهاوند)
چشمه ماهی (نهاوند)، روستایی از توابع بخش خزل شهرستان نهاوند در استان همدان ایران است.

## جمعیت
این روستا در دهستان خزل قرار دارد و براساس سرشماری مرکز آمار ایران در سال ۱۳۹۵، جمعیت آن۳۲۲ نفر (۱۰۰خانوار) بوده‌است.